# لوغان إنجلش
لوغان إنجلش (بالإنجليزية: Logan English)‏ هو شاعر أمريكي، ولد في 29 نوفمبر 1928 في هندرسون في الولايات المتحدة، وتوفي في 9 مارس 1983 في ساراتوغا سبرينغس في الولايات المتحدة.

## وصلات خارجية
- لوغان إنجلش على موقع ميوزك برينز (الإنجليزية)
- لوغان إنجلش على موقع ديسكوغز (الإنجليزية)